# HPV 백신
인유두종 바이러스(HPV) 백신(human papilloma virus(HPV) vaccine)은 특정한 종류의 인유두종 바이러스에 의한 감염을 예방하는 백신이다. 2종, 4종, 9종의 HPV에 대항한 백신들이 판매되고 있다. 모든 백신은 적어도 자궁경부암의 가장 큰 위험을 일으키는 HPV 타입 16과 18에 대항하여 보호한다. 자궁경부암의 70%, 항문암의 80%, 질암의 60%, 외음부암의 40%, 잠재적으로는 일부 구강암을 예방할 수 있는 것으로 추산되었다. 추가적으로, 더 큰 보호를 제공하는, 4 및 9 HPV 타입에 대항하는 백신들로 일부 생식기 사마귀를 예방한다.
세계보건기구(WHO)는 다른 예방 조치와 더불어 모든 국가에 일상적 예방접종의 일부로 HPV 백신의 사용을 권고한다. 이 백신들에는 사람의 나이와 면역 상태에 따라 2~3회의 복용이 요구된다. 9~13세의 여성에게 접종하는 것이 일반적으로 권고된다. 이 백신들은 적어도 5~10년 동안 보호를 제공한다. 잇다르는 접종에는 자궁경부암 검사가 요구된다. 많은 수의 인구에 접종할 경우 접종을 받지 않은 사람에게도 이득이 된다. 이미 감염된 사람에게는 백신의 효력이 없다.
HPV 백신은 매우 안전한 편이다. 주사 주위의 통증은 대략 80%의 인구에서 발생한다. 주사 부위의 적열의 부기, 그리고 발열이 발생할 수도 있다. 길랭-바레 증후군과의 연관성은 확인되지 않고 있다.
최초의 HPV 백신은 2006년 구매가 가능해지기 시작했다. 2017년 기준으로, 71개 국가에 적어도 소녀들을 대상으로 자신들만의 일상적 예방접종에 이를 포함하고 있다. 의료제도에 필수적인 가장 효과적이고 안전한 의약품 목록인 WHO 필수 의약품 목록에 등재되어 있다. 개발도상국의 도매가는 2014년 기준으로 한 회 복용 시 대략 US$47이다. 미국 내 비용은 US$200이 넘는다. 접종은 개발도상국에서 비용 효과적이다.

## 백신 구현

### 유럽
| 국가       | 도입일           | 성별 | 대상 나이대         |
| ---------- | ---------------- | ---- | ------------------- |
| 오스트리아 | 2006년           | 남녀 | 10–12               |
| 벨기에     | 2007년           |      | 10–13               |
| 크로아티아 | 2016년 5월 20일  | 남녀 | 12                  |
| 덴마크     | 2009년 1월 1일   | 여성 | 12                  |
| 핀란드     | 2013년 11월 21일 | 여성 | 12                  |
| 프랑스     | 2007년 7월 11일  | 여성 | 14–23               |
| 독일       | 2007년 3월 26일  |      |                     |
| 그리스     | 2007년 2월 12일  | 여성 | 12–26               |
| 헝가리     | 2014년           | 여성 | 12                  |
| 아이슬란드 | 2011년           |      | 12                  |
| 아일랜드   | 2009년           | 남녀 | 12–13               |
| 이탈리아   | 2007년 3월 26일  | 여성 | 12                  |
| 라트비아   | 2009년           |      | 12                  |
| 룩셈부르크 | 2008년           |      | 12                  |
| 마케도니아 | 2009년           | 여성 | 12                  |
| 네덜란드   | 2009년           | 여성 | 12–13               |
| 노르웨이   | 2009년           | 여성 | 12–13               |
| 포르투갈   | 2007년           | 여성 | 13                  |
| 루마니아   | 2008년 11월      | 여성 | 10–11               |
| 슬로베니아 | 2009년           |      | 11–12               |
| 스페인     | 2007             |      | 11–14               |
| 스웨덴     | 2010년 1월 1일   | 여성 | 10–12               |
| 스위스     | 2008년           |      | 11–14               |
| UK         | 2008년 9월       | 남녀 | 남성:9–15 여성:9–26 |

## 같이 보기
- 자궁경부암, HPV 백신과 만성피로증후군